# 태양 활동 관측위성
태양 활동 관측 위성(Solar Dynamics Observatory, SDO)은 2010년 2월 케이프커내버럴 공군 기지에서 발사된 태양 관측선이다. 플래그쉽 프로그램과 LWS의 일환이다. 목표는 태양의 자기장을 탐사하고 태양 활동, 태양의 모습 등을 아는 것이 목적이다.

## 역사와 제작 배경
NASA의 연구원이 LWS에 이 탐사선을 태양의 자기장을 탐사하고 태양 활동, 태양의 모습 등을 탐사하는 탐사선을 이 프로그램에 편입하자고 제안했으며, LWS의 일환으로 선정되었다. 그리고 예산이 856백만 달러가 배정되었다. 이후 GSFC와 Caltech, 스탠포드 대학교가 10년 정도의 수명을 가진 고성능 부품 개발 담당을 맡았다. 몇 달 뒤, NASA가 SOHO의 후계자(백업 탐사선)로 정했다.

## 과학장비
HMI:태양의 내부 활동과 핵융합 메커니즘, 자기장 등을 탐사하는 것이 목적인 장비이다. 코로나도 관측하며, 스탠포드 대학교가 제작했다. 특이사항으로는 SOHO의 MDI라는 장비를 업그레이드 한 것이다.
EVE:태양의 자외선을 관측하는 것이 목적인 장비다. 그리고 태양의 자기장 변화도 탐사하는 것이 목적이다. 또한 태양 흑점에 대한 연구 결과도 보내왔다. 이 장비는 그 전에도 사용된 장비인데, TIMED, SORCE, SOHO에도 사용된 장비이기도 하다. 제작은 듀티 사이클 작동 기술을 보유한 대학교나 센터가 해야 하기 때문에 콜로라도 대학교와 Dr. Tom Wood 연구팀이 제작했고, GSFC가 GSFC로 옮기고 최종적으로 점검했다.
AIA:채층과 태양의 대기, 표면을 관측하는 장비로, 스탠포드 대학교와 록히드마틴가 제작했고, 설계는 스미소니언 천문대에서 했다.

## 발사
CCAFS에서 2010년 2월 발사되었으며, EELV의 일환인 아틀라스 V와 EELV의 일환으로 개발된 로켓 엔진을 모두 사용해 발사했다.

## 지원, 개발, 투자
- NASA
- JPL
- LMC
- KSC
- GSFC
- Caltech
- ULA
- 스탠포드 대학교
- 콜로라도 대학교

## 같이 보기
- 에이스 위성
- 파커 태양 탐사선
- 밴 앨런 프루브
- 태양 및 태양권 관측위성
- STEREO
- WIND (우주선)